# Бучардовий верстат

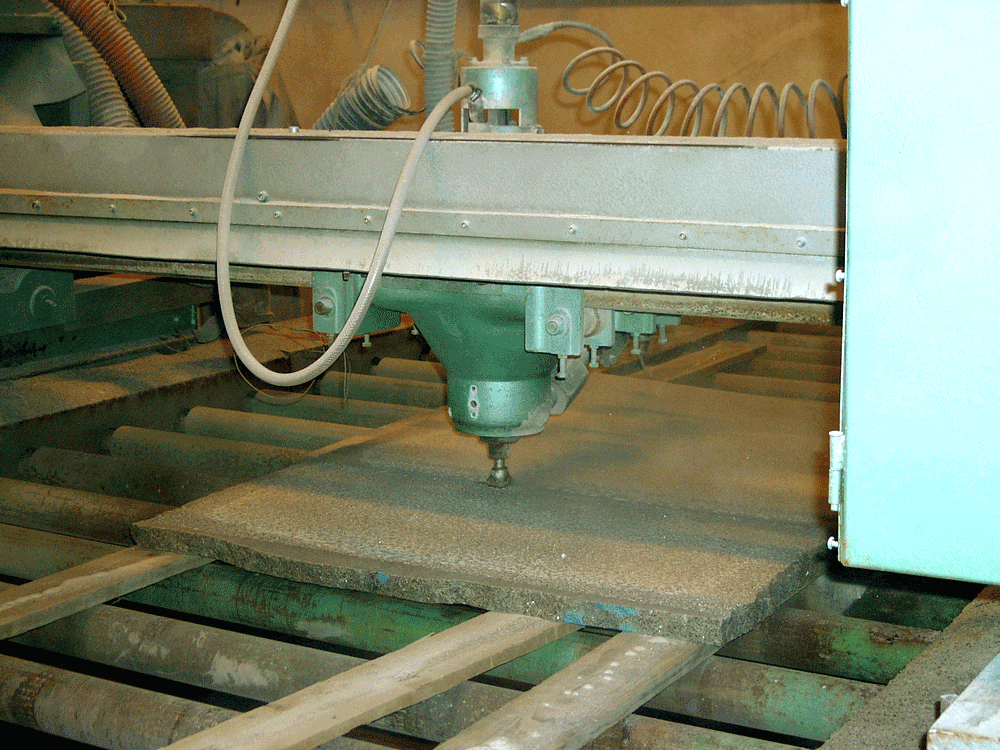
Бучардовий верстат

Бучардовий верстат — установка для обробки каменю сколюванням з виконавчим органом у вигляді відбійного молотка з бучардою.
У каменеобробному виробництві бучардовий верстат використовуються з 1950-х років.
Служать для обробки виробів за формою і для фактурної обробки.
Максимальні розміри заготовки у вітчизняних бучардовий верстатів (модель СМР 050) 1500х300х300 мм; число бучард 14, продуктивність 3-4 м/год.